# Фигуры и формы
Фигуры и формы — короткометражный мультфильм 1984 года болгарского режиссёра Владимира Шомова, который получил приз 14-го МКФ в Москве в 1985 году.

## Сюжет
Два персонажа (низкий и высокий) смотрят на одну фигуру (цилиндр, который для зрителя выглядит как прямоугольник) с разных ракурсов и ведут ожесточённый спор: квадрат (для низкого) это или круг (который смотрит сверху). Но во время спора цилиндр падает и персонажи видят новые проекции и продолжают отстаивать теперь уже противоположные первоначальным точки зрения. После удара крышка цилиндра отваливается и оттуда вылезает третий персонаж, который ответственно заявляет, что это цилиндр.

## Над фильмом работали
- Автор сценария: Борис Ангелов
- Режиссёр: Владимир Шомов
- Снежина Янкова — ?
- Оператор: Фёдор Арнаудов
- Звукооператор: Жени Парлапанова
- Монтажёр: Людмил Георгиев
- Редактор: Виктор Самуилов
- Жени Киркова — ?